# Madison megye (Mississippi)
Madison megye az Amerikai Egyesült Államokban, azon belül Mississippi államban található. Megyeszékhelye Canton, legnagyobb városa Ridgeland. Lakosainak száma 109 145 fő (2020. április 1.). Madison megye Attala, Rankin, Leake, Scott, Hinds, Yazoo és Holmes megyékkel határos.

## Népesség
A megye népességének változása:
| Lakosok száma | 95 595 | 97 120 | 98 555 | 100 412 | 103 465 | 109 145 |
|               | 2010   | 2011   | 2012   | 2013    | 2015    | 2020    |